# Льюис, Реджи
Реджи Льюис (англ. Reggie Lewis; 21 ноября 1965, Балтимор, Мэриленд, США — 27 июля 1993, Уолтем, Массачусетс, США) — американский баскетболист, выступавший за клуб Национальной баскетбольной ассоциации «Бостон Селтикс» с 1987 по 1993 годы.

## Биография

### Ранние годы
Льюис родился в Балтиморе, Мэриленд и посещал среднюю школу Данбар (англ. Dunbar High School), где выступал за баскетбольную команду вместе с другими будущими игроками НБА Магси Богзом, Дэвидом Уингейтом и Реджи Уильямсом. Во время его первого года выступления за школьную команду, «Дунбар Поэтс» завершили сезон с результатом 29-0, а во втором сезоне — 31-0 и были названы лучшей командой года по версии USA Today. Льюис поступил в Северо-Восточный университет в Бостоне. За его заслуги перед университетской баскетбольной командой его № 35 был закреплён за ним.

### Выступления в НБА
В 1987 году он был выбран на драфте под 22 номером «Бостон Селтикс». За свою карьеру он в среднем набирал по 17,6 очка за игру, а в последние два сезона по 20,8 очка. Его номер 35 был закреплён за ним командой, таким образом Льюис стал одним из двух игроков «Селтикс», за которыми был закреплён номер, но которые так и не стали чемпионом НБА с командой.
Будучи новичком, Льюис играл нерегулярно, проводя в среднем на площадке 8,3 минуты за игру. Он играл под руководством тренера Кей Си Джонса. Ко второму сезону, отчасти благодаря новому тренеру, Джимми Роджерсу, (и травме Ларри Бёрда), Льюис в среднем играл более 30 минут и набирал 18,5 очков за игру. В 1992 году в Орландо, штат Флорида, Льюис принял участие в Матче всех звёзд НБА. Он сыграл 15 минут, набрав 7 очков и сделав 4 подбора.

### Смерть и наследие
Льюис умер 27 июля 1993 года от инфаркта миокарда в возрасте 27 лет на баскетбольной площадке во время предсезонной тренировки. На протяжении нескольких предыдущих месяцев он испытывал проблемы с сердцем и его смерть была связана с гипертрофической кардиомиопатией. После его смерти появились слухи, что он употреблял кокаин, который и послужил причиной его смерти. Однако во время вскрытия не было обнаружено никаких следов применения наркотиков, а причиной смерти была названа проблема с сердцем.
После его смерти в Роксбери, Массачусетс был открыт Reggie Lewis Track and Athletic Center. Частично строительство центра было спонсировано самим Льюисом. В центре проходят соревнования по лёгкой атлетике, а также играет домашние игры баскетбольная команда Roxbury Community College.

## Статистика

### Статистика в НБА
| Сезон                                                                                    | Команда | Регулярный сезон | Регулярный сезон | Регулярный сезон | Регулярный сезон | Регулярный сезон | Регулярный сезон | Регулярный сезон | Регулярный сезон | Регулярный сезон | Регулярный сезон | Регулярный сезон | Серия плей-офф | Серия плей-офф | Серия плей-офф | Серия плей-офф | Серия плей-офф | Серия плей-офф | Серия плей-офф | Серия плей-офф | Серия плей-офф | Серия плей-офф | Серия плей-офф |
| Сезон                                                                                    | Команда | GP               | GS               | MPG              | FG%              | 3P%              | FT%              | RPG              | APG              | SPG              | BPG              | PPG              | GP             | GS             | MPG            | FG%            | 3P%            | FT%            | RPG            | APG            | SPG            | BPG            | PPG            |
| ---------------------------------------------------------------------------------------- | ------- | ---------------- | ---------------- | ---------------- | ---------------- | ---------------- | ---------------- | ---------------- | ---------------- | ---------------- | ---------------- | ---------------- | -------------- | -------------- | -------------- | -------------- | -------------- | -------------- | -------------- | -------------- | -------------- | -------------- | -------------- |
| 1987/88                                                                                  | Бостон  | 49               | 0                | 8,3              | 46,6             | 0,0              | 70,2             | 1,3              | 0,5              | 0,3              | 0,3              | 4,5              | 12             | 0              | 5,8            | 38,2           | 0,0            | 60,0           | 1,3            | 0,3            | 0,3            | 0,2            | 2,4            |
| 1988/89                                                                                  | Бостон  | 81               | 57               | 32,7             | 48,6             | 13,6             | 78,7             | 4,7              | 2,7              | 1,5              | 0,9              | 18,5             | 3              | 3              | 41,7           | 47,3           | 0,0            | 69,2           | 7,0            | 3,7            | 1,7            | 0,0            | 20,3           |
| 1989/90                                                                                  | Бостон  | 79               | 55               | 31,9             | 49,6             | 26,7             | 80,8             | 4,4              | 2,8              | 1,1              | 0,8              | 17,0             | 5              | 5              | 40,0           | 59,7           | 0,0            | 77,1           | 5,0            | 4,4            | 1,4            | 0,4            | 20,2           |
| 1990/91                                                                                  | Бостон  | 79               | 79               | 36,4             | 49,1             | 7,7              | 82,6             | 5,2              | 2,5              | 1,2              | 1,1              | 18,7             | 11             | 11             | 42,0           | 48,7           | 0,0            | 82,4           | 6,0            | 2,9            | 1,1            | 0,5            | 22,4           |
| 1991/92                                                                                  | Бостон  | 82               | 82               | 37,4             | 50,3             | 23,8             | 85,1             | 4,8              | 2,3              | 1,5              | 1,3              | 20,8             | 10             | 10             | 40,8           | 52,8           | 33,3           | 76,2           | 4,3            | 3,9            | 2,4            | 0,8            | 28,0           |
| 1992/93                                                                                  | Бостон  | 80               | 80               | 39,3             | 47,0             | 23,3             | 86,7             | 4,3              | 3,7              | 1,5              | 1,0              | 20,8             | 1              | 1              | 13,0           | 63,6           | 0,0            | 75,0           | 2,0            | 1,0            | 0,0            | 1,0            | 17,0           |
|                                                                                          | Всего   | 450              | 353              | 32,6             | 48,8             | 20,0             | 82,4             | 4,3              | 2,6              | 1,3              | 0,9              | 17,6             | 42             | 30             | 30,4           | 51,0           | 13,3           | 77,7           | 4,1            | 2,6            | 1,2            | 0,5            | 17,5           |
| Наведите курсор мыши на аббревиатуры в заголовке таблицы, чтобы прочесть их расшифровку. |         |                  |                  |                  |                  |                  |                  |                  |                  |                  |                  |                  |                |                |                |                |                |                |                |                |                |                |                |

### Статистика в NCAA
| Сезон | Команда    | Conf  | Class | GP  | GS | MPG  | FG%  | 3P%  | FT%  | RPG | APG | SPG | BPG | PPG  |
| --- | ---------- | ----- | ----- | --- | -- | ---- | ---- | ---- | ---- | --- | --- | --- | --- | ---- |
| 1983/84 | Нортистерн | ECACN | FR    | 32  | 32 | 32,2 | 52,8 |      | 68,8 | 6,2 | 1,5 | 1,2 | 0,8 | 17,8 |
| 1984/85 | Нортистерн | ECACN | SO    | 31  | 31 | 34,9 | 50,3 |      | 74,6 | 7,8 | 1,8 | 2,0 | 1,0 | 24,1 |
| 1985/86 | Нортистерн | ECACN | JR    | 30  |    | 37,3 | 47,4 |      | 80,3 | 9,3 | 2,2 | 2,8 | 2,1 | 23,8 |
| 1986/87 | Нортистерн | ECACN | SR    | 29  | 29 | 33,0 | 48,9 | 33,0 | 76,1 | 8,5 | 1,5 | 1,5 | 1,3 | 23,3 |
| Всего | Всего      | Всего | Всего | 122 | 92 | 34,3 | 49,7 | 33,0 | 75,6 | 7,9 | 1,7 | 1,9 | 1,3 | 22,2 |
| Наведите курсор мыши на аббревиатуры в заголовке таблицы, чтобы прочесть их расшифровку Статистика приведена с сайта sports-reference.com |            |       |       |     |    |      |      |      |      |     |     |     |     |      |